# Czernyola conncinna
Czernyola conncinna är en tvåvingeart som först beskrevs av Samuel Wendell Williston  1896.  Czernyola conncinna ingår i släktet Czernyola och familjen träflugor. Inga underarter finns listade i Catalogue of Life.